# پاتریس دومینگز
 پاتریس دومینگز (انگلیسی: Patrice Dominguez؛ زاده ۱۲ ژانویهٔ ۱۹۵۰ - درگذشته ۱۲ آوریل ۲۰۱۵) یک تنیس‌باز اهل فرانسه بود.